# Кет, Дик
Дик Кет (нидерл. Dick Ket, 10 ноября 1902, Ден-Хелдер — 15 сентября 1940, Беннеком) — нидерландский художник, один из представителей течения магического реализма в Нидерландах.

## Биография и творчество
Дик Кет родился в Ден-Хелдере, однако в 1909 году семья переехала в Гаагу, где он получил начальное образование и начал учиться в средней школе. Затем семья переехала в Хорн и проживала там до 1922 года. В Хорне Дик Кет окончил школу. Там же он приобрёл интерес к рисунку и живописи. В 1922 году его отец был переведён в Эде, и будущий художник поступил в художественную школу в Арнеме. Во время обучения стало очевидным, что он страдает агорафобией и боязнью чужих. Из-за этого после окончания обучения Дик Кет редко покидал дом. В 1930 году, когда его отец вышел в отставку и семья переехала в Беннеком (находившийся около Эде), художник переехал вместе с родителями. Дом в Беннекоме был построен по его проекту. Именно за эти 10 лет, с 1930 по 1940 год, раскрылся его художественный талант. Кроме того, за это время Кет написал огромное количество писем. Для него письма были не только средством поддерживать отношения с друзьями, но и способом выразить своё мнение и взгляд на жизнь.

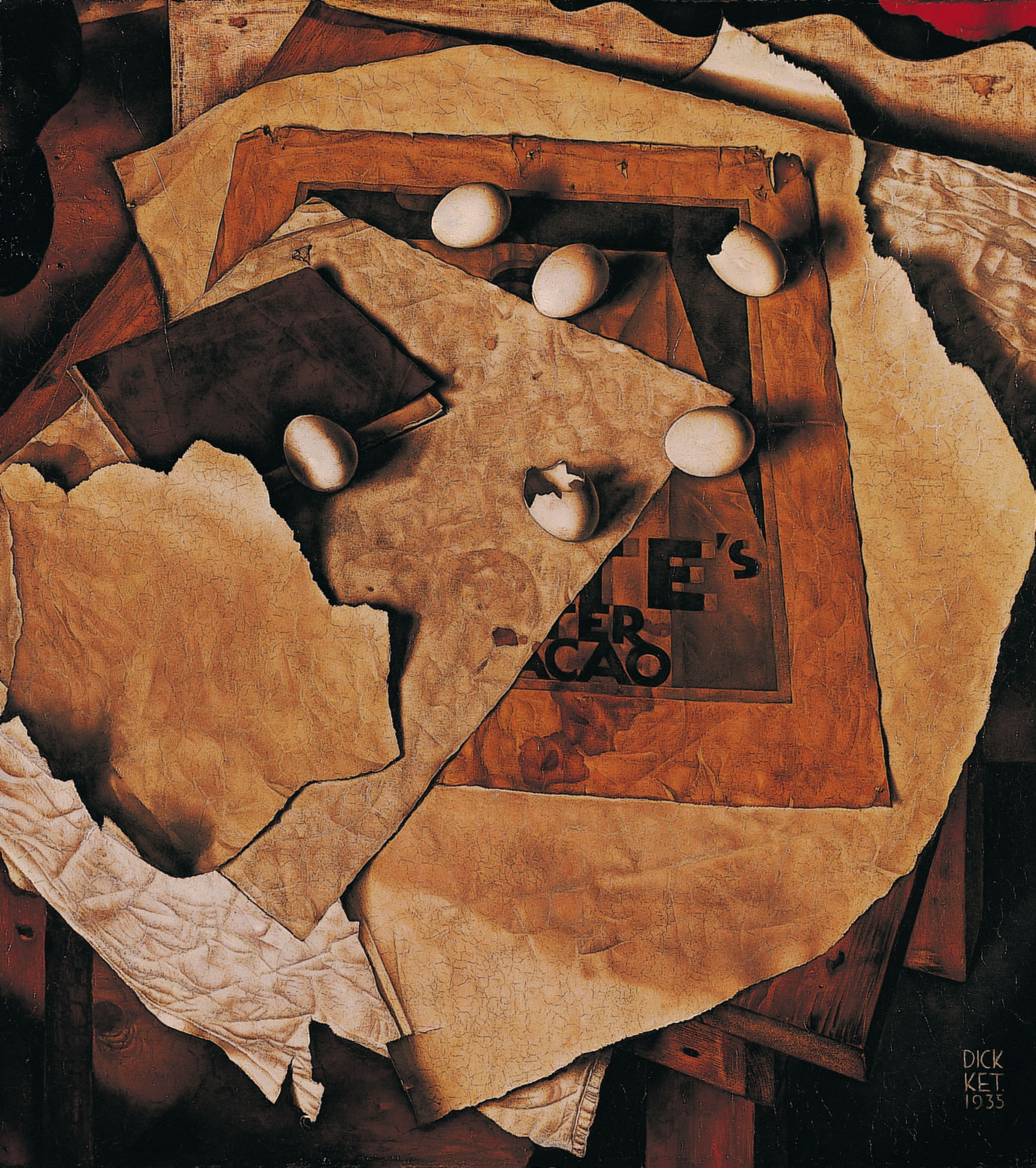
Натюрморт с яйцами (1935), Дордрехтский музей

В конце 1920-х годов Дик Кет экспериментировал с живописью и графикой в стилях модернизма и экспрессионизма. В 1930-е же годы он развил собственный стиль. Его часто причисляют к магическому реализму, получившему распространение в 1930-е годы в Нидерландах, главным образом в работах Пейке Коха и Карела Виллинка. В основном его полотна представляют натюрморты и портреты. Он сам считал, что в своей живописи он передаёт его собственную действительность, что и обуславливало ограниченность тематики его творчества. Свои художественные принципы он выводил из кубизма.
С 1926 года Дик Кет принимал участие в групповых выставках, в частности, с 1929 по 1937 год он ежегодно участвовал в выставках амстердамского объединения Arti et Amicitiae, в которое он входил. Его работы были замечены, и он был приглашён участвовать в наиболее престижных художественных выставках современного нидерландского искусства: в Городском музее в Амстердаме (1932), музее Аббе в Эйндховене (1936), Городском музее Гааги (1940), а также за границей. В 1933—1934 годах прошла его персональная выставка в Амстердаме, оставшаяся для Кета наибольшим прижизненным успехом. В 1937 году его автопортрет купил Городской музей Арнема. Автопортрет стал первой картиной какого-либо живущего художника в собрании этого музея. В 1935 году другой автопортрет купил Городской музей Амстердама.
Дик Кет умер в Беннекоме в 1940 году (в возрасте 37 лет) от остановки сердца. В 1950-е годы, на волне интереса к магическому реализму, его творчество было оценено по достоинству, и картины Кета находятся в собраниях крупнейших музеев современного искусства Нидерландов.